# Championnat de Tchécoslovaquie de football 1934-1935
Navigation
Saison précédente Saison suivante
La saison 1934-1935 du Championnat de Tchécoslovaquie de football est la 11e édition du championnat de première division en Tchécoslovaquie. Les douze meilleurs clubs du pays se retrouvent au sein d'une poule unique, la First League, où les formations s'affrontent deux fois, à domicile et à l'extérieur. À l'issue du championnat, pour faire passer le championnat à 14 équipes, les deux derniers du classement sont relégués et remplacés par les quatre meilleurs club de II. Liga, la deuxième division tchécoslovaque.
C'est le club du SK Slavia Prague, double tenant du titre, qui termine à nouveau en tête du classement du championnat, avec un seul point d'avance sur l'AC Sparta Prague et dix sur le SK Zidenice. C'est le 7e titre de champion de Tchécoslovaquie de l'histoire du club.

## Les clubs participants
| - SK Kladno - FC Bohemians Prague - AFK Kolin - Promu de II. Liga - FC Viktoria Plzen - SK Zidenice - SK Plzen - Promu de II. Liga | - DFC Prague - Promu de II. Liga - FK Teplice - Cechie Karlin - SK Slavia Prague - AC Sparta Prague - SK Prostějov - Promu de II. Liga |

## Compétition

### Classement
Le barème utilisé pour établir le classement est le suivant :
- Victoire : 2 points
- Match nul : 1 point
- Défaite : 0 point

| Rang | Équipe               | Pts | J  | G  | N | P  | Bp | Bc | Diff |
| ---- | -------------------- | --- | -- | -- | - | -- | -- | -- | ---- |
| 1    | SK Slavia Prague (T) | 36  | 22 | 15 | 6 | 1  | 80 | 29 | +51  |
| 2    | AC Sparta Prague     | 35  | 22 | 17 | 1 | 4  | 74 | 26 | +48  |
| 3    | SK Zidenice          | 26  | 22 | 11 | 4 | 7  | 42 | 32 | +10  |
| 4    | FC Viktoria Plzen    | 25  | 22 | 11 | 3 | 8  | 39 | 32 | +7   |
| 5    | SK Kladno            | 23  | 22 | 11 | 1 | 10 | 48 | 50 | -2   |
| 6    | SK Prostejov (P)     | 23  | 22 | 8  | 7 | 7  | 45 | 48 | -3   |
| 7    | DFC Prague (P)       | 20  | 22 | 8  | 4 | 10 | 40 | 47 | -7   |
| 8    | FK Teplice           | 17  | 22 | 7  | 3 | 12 | 35 | 50 | -15  |
| 9    | SK Plzen (P)         | 16  | 22 | 6  | 4 | 12 | 39 | 49 | -10  |
| 10   | AFK Kolín (P)        | 16  | 22 | 7  | 2 | 13 | 34 | 54 | -20  |
| 11   | FC Bohemians Prague  | 14  | 22 | 4  | 6 | 12 | 35 | 55 | -20  |
| 12   | Cechie Karlín        | 13  | 22 | 5  | 3 | 14 | 35 | 74 | -39  |

|  | Qualification pour la Coupe Mitropa 1935             |
|  | Relégation en II. Liga                               |
|  | (T) Tenant du titre (P) : Promu de deuxième division |

## Bilan de la saison
| Championnat de Tchécoslovaquie de football 1934-1935 |                             |
| Champion                                             | SK Slavia Prague (7e titre) |
| Coupes et trophées                                   |                             |
| Vainqueur de la Coupe de Tchécoslovaquie 1934-1935   | Non disputée                |
| Qualifications continentales                         |                             |
| Coupe Mitropa 1935                                   | SK Slavia Prague            |
| Coupe Mitropa 1935                                   | AC Sparta Prague            |
| Coupe Mitropa 1935                                   | SK Zidenice                 |
| Coupe Mitropa 1935                                   | FC Viktoria Plzen           |
| Promotions et relégations                            |                             |
| Promus en I. Liga                                    | DSV Saaz Zatec              |
| Promus en I. Liga                                    | SK Moravska Slavia Brno     |
| Promus en I. Liga                                    | 1. CsSK Bratislava          |
| Promus en I. Liga                                    | SK Nachod                   |
| Relégués en II. Liga                                 | FC Bohemians Prague         |
| Relégués en II. Liga                                 | Cechie Karlin               |